# Callichroma magnificum
Callichroma magnificum é uma espécie de coleóptero da tribo Callichromatini (Cerambycinae); com distribuição apenas na Colômbia.